# Unterklien
Unterklien (auch Unter-Klien) bildet zusammen mit Oberklien den Stadtteil Klien in Hohenems.

## Namensherkunft
Der ursprüngliche Name dieses Teils von Hohenems lautete „Bagolte“ und auch „Unterberg“. Der Name „Klien“ soll von einem Familiennamen abstammen. 1397 kaufte Hans Klen aus Bagolte ein Grundstück beim Schmalzmahd und der bisherige Name Bagolte wurde durch Klen / Klin / Klien abgelöst. Im Urbar von 1611 wurde bereits der Name Klien neben Bagolte genannt. „Bagolten“ und „Schmalzmähder“ sind noch heute Namen von Flurstücken in Unterklien.

## Geschichte
Das Unterklien gehört seit Jahrhunderten zur Herrschaft Hohenems bzw. Stadt Hohenems (vermutlich seit dem Hochmittelalter).
Im „Allgemeinen National-Kalender für Tirol und Vorarlberg“ werden für das Jahr 1825 am Unterberg (Unterklien) 17 Wohnhäuser und 25 Familien mit insgesamt 112 Personen gezählt.

## Topographie, Geografie, Lage und Verkehr
Unterklien (430 m ü. A.) ist von Oberklien (422 m ü. A.) etwa 800 m Luftlinie entfernt und von Zentrum von Hohenems etwa 2,7 km.
Oberklien liegt direkt unterhalb des hinteren Teils von Emsreute (etwa 740 m ü. A.), angeordnet unter den steil abfallenden Felswänden aus verschiedensten Gesteinsschichten.
In „Schematismus für Tirol und Vorarlberg“ (1839) wird Unterklien als eigenständiger Weiler und Teil von Hohenems angeführt. Ebenfalls im „Provinzial-Handbuch von Tirol und Vorarlberg für das Jahr 1847“.
In Unterklien findet sich Pyrrhotin, veraltet auch als Magnetkies bezeichnet. Ein häufig vorkommendes Mineral aus der Mineralklasse der „Sulfide und Sulfosalze“. Das Gebiet um den Breitenberg ist geologisch sehr unruhig und aufgrund unterschiedlicher Gesteinsschichtungen seit vielen Jahrhunderten bekannt für massive und unkontrolliert auftretende Felsstürze.
Im Unterklien findet sich auch eine große Höhle, die „Hoadaloch“ (Heidenloch) genannt wird. Es sollen dort der Überlieferung nach Heiden gewohnt haben. In den napoleonischen Kriegen dienten diese auch als Zufluchtsstätte.

## Gewässer
Der „Unter Klienbach“ grenzt den Steinbruch Rhomberg vom Ortsteil ab. Richtung Süd-Westen findet sich der Ermenbach und nach Norden der Landgraben. Der Landgraben bei Unterklien bildet auch die Grenze zwischen den Gemeinden Dornbirn und Hohenems.

## Handwerk, Gewerbe
Der Gesteinsabbau wurde und wird im Bereich des Unterklien seit Jahrhunderten vorgenommen. Der Steinbruch Unterklien Hohenems der Fa. Rhomberg beherrscht den Ortsteil Unterklien auch optisch und der Betreiber ist ein wichtiger Arbeitgeber.

## Religion
Die Bewohner der Orte Oberklien und Unterklien gehörten bis zu den Josefinischen Reformen etwa um 1785 seelsorgerisch zur Pfarrkirche St. Martin in Dornbirn.
Siehe Artikel: Kapelle hl. Josef (Hohenems).